# 悲しき願い (ハワード・ジョーンズの曲)
「悲しき願い」（かなしきねがい、英語: No One Is to Blame）は、イギリスのミュージシャンであるハワード・ジョーンズが作詞作曲し、演奏した楽曲。オリジナルの録音は、ジョーンズの1985年のアルバム『ドリーム・イントゥ・アクション (Dream into Action)』に収録されたが、1986年に再録音され、シングルとしてリリースされた。このシングルは、ジョーンズにとってアメリカ合衆国における最大のヒット曲となり、チャートでも最高4位まで上昇した。シングルとされた1986年のバージョンは、「ハワード・ジョーンズ with フィル・コリンズ」とクレジットされている。

## 経緯
この曲のオリジナル・バージョンは、アルバム『ドリーム・イントゥ・アクション』に収録されている。このアルバムからいち早くシングル・カットされた楽曲が立て続けにヒットしたことを受け、この曲も、よりラジオ放送向きのサウンドを生むため再録音されることになり、フィル・コリンズとヒュー・パジャムがプロデュースした再録音では、コリンズも参加して、彼自身のドラム演奏や独特な雰囲気を加えた。この新しいバージョンは、1986年にアメリカ合衆国でリリースされたEP盤『Action Replay』や、1986年のジョーンズのスタジオ・アルバム『ワン・トゥ・ワン (One to One)』に収録された。
『悲しき願い』は、1986年3月にシングルとしてリリースされた。この曲は米国では、ジョーンズにとって最大のヒット曲となり、Billboard Hot 100 で最高4位まで上昇した。 また米国では、（後に1989年にチャートの首位に立った「エヴァーラスティング・ラヴ (Everlasting Love)」とともに）ジョーンズにとって2曲あるアダルト・コンテンポラリー・チャートの首位に立った楽曲の最初の1曲となった。「悲しき願い」はオーストラリアのARIAチャート でもトップ10入りし、イギリスの全英シングルチャートでも最高16位に達した。日本でもシングルがリリースされた。
2018年、『ビルボード』誌のモーガン・イーノス (Morgan Enos) は、「悲しき願い」について「夢のようで実存的な  (dreamy, existential)」バラードであり「愛ではなく愛の欠如を扱っている (doesn’t quite deal with love, but with the lack thereof)」と述べた。イーノスはさらに、この曲が「共鳴するメッセージとメロディをもっている (had a message and melody that resonated)」とも述べた。この曲は「痛いほどの美しさ (aching beauty)」で、また、ジョーンズの「悲しげなリードボーカルとピアノ (plaintive lead vocals and piano)」によっても、知られている。

## トラックリスト
7"
1. "No One Is to Blame" – 4:14
2. "The Chase" – 2:53

12"
1. "No One Is to Blame (Extended Mix)" – 5:16
2. "The Chase" – 2:53
3. "No One Is to Blame (The Long Mix)" – 3:07

## チャート

### 週間チャート
| チャート（1986年）                              | 最高位 |
| ----------------------------------------------- | ------ |
| オーストラリア (ケント・ミュージック・レポート) | 9      |
| カナダ (The Record)                             | 12     |
| イタリア Italian Singles Chart                  | 21     |
| イギリス 全英シングルチャート                   | 16     |
| アメリカ合衆国 Adult Contemporary               | 1      |
| アメリカ合衆国 Mainstream Rock Tracks           | 20     |
| アメリカ合衆国 Billboard Hot 100                | 4      |

### 年間チャート
| 年間チャート（1986年）                          | 順位 |
| ----------------------------------------------- | ---- |
| オーストラリア (ケント・ミュージック・レポート) | 63   |
| アメリカ合衆国 US Top Pop Singles (Billboard)   | 44   |

## パーソネル（1986年バージョン）
- ハワード・ジョーンズ – ボーカル、キーボード、パーカッション・プログラミング
- フィル・コリンズ – ドラムス、バッキング・ボーカル、共同プロデュース
- フィル・パーマー（英語版） – ギター
- モ・フォスター（英語版） – ベース・ギター
- アフロディジアック（英語版） – バッキング・ボーカル
- ヒュー・パジャム – 共同プロデュース、エンジニア
- Steve Chase & Paul Gomersall – アシスタント・エンジニア

## 他のバージョン
ジョーンズは、1985年に『The Old Grey Whistle Test』に出演した際に、ソロでこの曲を演奏した。
ニールソン・ハバードによる「悲しき願い」の未公開バージョンは、2001年に出たパラソル・レコードのコンピレーション・アルバム『Parasol's Sweet Sixteen, Volume 4』に収録された。
レイチェル・セイジは、2018年に、「悲しき願い」を録音している。